# Bankner
Bankner é uma vila no distrito de North West, no estado indiano de Deli.

## Demografia
Segundo o censo de 2001, Bankner tinha uma população de 21 085 habitantes. Os indivíduos do sexo masculino constituem 55% da população e os do sexo feminino 45%. Bankner tem uma taxa de literacia de 64%, superior à média nacional de 59,5%; com 61% para o sexo masculino e 39% para o sexo feminino. 16% da população está abaixo dos 6 anos de idade.